# Ванкдорф стадион
Ванкдорф стадион је био фудбалски стадион у Ванкдорф кварту у Берну, Швајцарска и бивши дом фудбалског клуба Јанг бојс. Изграђен је 1925, служио је као клупски стадион, а био је домаћин и неколико важних мечева, финала Светског првенства у фудбалу 1954., финала Европског купа 1961. и финала Купа победника купова 1989.
Стадион Швајцарска Ванкдорф је изграђен на месту овог стадиона.

## Историја
Оригинални Ванкдорф стадион је отворен 18. октобра 1925. након изградње у трајању од седам месеци, а имао је капацитет за 22.000 гледалаца, од чега 1.200 покривених седећих и 5.000 покривених стајаћих места. Први међународних меч је одигран 8. новембра 1925; 18.000 гледалаца је присуствовало победи репрезентације Швајцарске од 2:0 против Аустрије.
Од 1933. до 1939. стадион је постепено прошириван са додатним тренинг тереном и коначно изградњом велике трибине преко пута главне, чиме је капацитет повећан на 42.000. Због Светског првенства у фудбалу 1954. стадион је срушен и изграђен је нови капацитета за 64.000 гледалаца (8.000 седећих и 56.000 стајаћих места), који је отворен непосредно пре почетка првенства. Стадион је био домаћин укупно 5 утакмица на Светском првенству 1954, од чега и финала. 4. јула 1954. десило се легендарно Чудо у Берну, неочекивана победа Немачке од 3:2 против Мађарске у финалу светског првенства, иако је Мађарска водила са 2:0, а јунак меча је био немачки фудбалер Хелмут Ран (асистент код првог гола и двоструки стрелац).
Стадион је био домаћин још два велика финала: 31. маја 1961. је на Ванкдорфу играно финале Европског купа, када је Бенфика са 3:2 победила Барселону. Док је 10. маја 1989. играно финале Купа победника купова, када је Барселона са 2:0 победила Сампдорију.
Стадион је срушен 2001, а нови стадион је изграђен на његовом месту. Последњи меч на стадиону је одигран 7. јула 2001, када су Јанг бојс и Лугано играли нерешено 1:1 у оквиру Суперлиге Швајцарске. Коначно минирање напуштеног здања се десило 3. августа 2001.
Нови стадион Швајцарска Ванкдорф је отворен у лето 2005. и био је један од домаћина на Европском првенству у фудбалу 2008..